# Copa AeroSur
La Copa AeruSur és una competició futbolística de Bolívia que es disputa durant els mesos d'estiu del contintent sud-americà, a partir del mes de gener. Era una competició patrocinada per la companyia aèria Aerosur.

## Historial
Font:

### Copa Aerosur
| Temporada | Campió                | Finalista         | Semifinalistes                  |
| --------- | --------------------- | ----------------- | ------------------------------- |
| 2003      | Oriente Petrolero (1) | Jorge Wilsterman  | Bolívar San José                |
| 2004      | Jorge Wilstermann (1) | Aurora            | The Strongest Oriente Petrolero |
| 2005      | Oriente Petrolero (2) | Bolívar           | Destroyers Jorge Wilstermann    |
| 2006      | Blooming (1)          | The Strongest     | Oriente Petrolero Real Potosi   |
| 2007      | The Strongest (1)     | Oriente Petrolero | Bolívar Chaco Petrolero         |
| 2008      | Blooming (2)          | Jorge Wilsterman  | Bolívar Universitario           |
| 2009      | Bolívar (1)           | Jorge Wilsterman  | Blooming Oriente Petrolero      |
| 2010      | Bolívar (2)           | Jorge Wilsterman  | Blooming The Strongest          |
| 2011      | Jorge Wilsterman (2)  | Aurora            | Oriente Petrolero The Strongest |

### Copa Aerosur del Sur
| Temporada | Campió                     | Finalista              | Semifinalistes                    |
| --------- | -------------------------- | ---------------------- | --------------------------------- |
| 2006      | San José (1)               | Universitario de Sucre | Real Potosí Unión Central         |
| 2007      | La Paz (1)                 | Real Potosí            | Universitario de Sucre Destroyers |
| 2008      | Real Potosí (1)            | Universitario de Sucre | La Paz Guabirá                    |
| 2009      | San José (2)               | Universitario de Sucre | La Paz The Strongest              |
| 2010      | Guabirá (1)                | Real Potosí            | San José Universitario de Sucre   |
| 2011      | Universitario de Sucre (1) | Real Potosí            | San José Nacional Potosí          |